# Johan Engelsma
Joannes (Johan) Engelsma, ook gekend als John Engelsma (Amsterdam, 29 januari 1942 - Haarlem, 11 september 1998) was een Nederlands voetballer.

## Biografie
Johan Engelsma was de zoon van Joannes (Joop) Engelsma en Johanna Elizabeth (Bets) Spoor. Hij was twee keer getrouwd.
Engelsma begon zijn voetbalcarrière als jeugdspeler bij AFC Ajax. Hij debuteerde op 19 april 1959 in het eerste elftal van Ajax tijdens een bekerwedstrijd tegen Watergraafsmeer en scoorde een doelpunt. Na een periode in Ajax vertrok hij naar Alkmaar '54.
Hij speelde van 1960 tot 1962 bij Alkmaar '54 als middenvoor en rechtsbuiten. Van zijn debuut in de Eredivisie op 25 september 1960 tegen Rapid tot zijn laatste wedstrijd op 18 maart 1962 tegen Sittardia speelde Engelsma in totaal 41 wedstrijden en scoorde 7 doelpunten in het eerste elftal van Alkmaar '54.
Dan speelde hij nog voor RCH, De Volewijckers, Velox, EDO en OVVO.
Hij overleed op 11 september 1998 op 56-jarige leeftijd.

## Statistieken
| Club            | Seizoen | Competitie | Competitie | Beker | Beker | Totaal | Totaal |
| Club            | Seizoen | Wed.       | Dlp.       | Wed.  | Dlp.  | Wed.   | Dlp.   |
| --------------- | ------- | ---------- | ---------- | ----- | ----- | ------ | ------ |
| Ajax            | 1958/59 | 0          | 0          | 1     | 1     | 1      | 1      |
| Totaal          | Totaal  | 0          | 0          | 1     | 1     | 1      | 1      |
| Alkmaar '54     | 1960/61 | 27         | 5          | 5     | 4     | 32     | 9      |
| Alkmaar '54     | 1961/62 | 14         | 2          | 1     | 0     | 15     | 2      |
| Totaal          | Totaal  | 41         | 7          | 6     | 4     | 47     | 11     |
| RCH             | 1962/63 | 12*        | 15         | ?     | 0     | 12     | 15     |
| RCH             | 1963/64 | 7*         | 8          | ?     | 0     | 7      | 8      |
| Totaal          | Totaal  | 19*        | 23         | ?     | 0     | 19     | 23     |
| De Volewijckers | 1964/65 | 14*        | 10         | 2     | 0     | 16     | 10     |
| De Volewijckers | 1965/66 | 19*        | 15         | 1*    | 2     | 20     | 17     |
| De Volewijckers | 1966/67 | 20*        | 12         | -     | -     | 20     | 12     |
| De Volewijckers | 1967/68 | 19*        | 9          | ?     | 0     | 19     | 9      |
| De Volewijckers | 1968/69 | 7*         | 0          | 1     | 1     | 8      | 1      |
| Totaal          | Totaal  | 79*        | 46         | 4*    | 3     | 83     | 49     |
| Velox           | 1969/70 | 29         | 10         | 2     | 0     | 31     | 10     |
| Totaal          | Totaal  | 29         | 10         | 2     | 0     | 31     | 10     |
| EDO             | 1970/71 | 13         | 1          | 1     | 0     | 14     | 1      |
| Totaal          | Totaal  | 13         | 1          | 1     | 0     | 14     | 1      |

* Alleen gegevens over het aantal competitieduels zijn bekend